# Yūji Aoki
Yūji Aoki (japanisch 青木 雄二, Aoki Yūji; * 9. Juni 1945 in Ōe, Präfektur Kyōto (heute Fukuchiyama); † 5. September 2003 in Kōbe) war ein japanischer Manga-Zeichner.

## Biografie
Aoki arbeitete ab 1964 beim Eisenbahnbetrieb San’yo Electric Railway. 1969 kündigte er und war in verschiedenen Berufen tätig, so etwa als Angestellter in einem Rathaus und in einem Pachinko-Laden. Nebenbei zeichnete er Comics. Im Jahr 1970 gewann er mit der Kurzgeschichte Yatai (屋台) einen Nachwuchspreis des Manga-Magazins Big Comic. Veröffentlichungen oder ein kommerzielles Debüt als Manga-Zeichner blieben jedoch aus, da er sich der Arbeit bei einer Design-Firma verschrieb, bis diese Konkurs anmeldete.
Erst 1989 widmete er sich wieder dem professionellen Comiczeichnen und nahm an einem Nachwuchs-Comicwettbewerb des Afternoon-Magazin teil. Er gewann diesen und erhielt so den Shiki-Preis. Daraufhin hatte er die Möglichkeit, ein Werk zu veröffentlichen, und tat dies 1990 in einem Schwestermagazin des Afternoon, Morning, das sich an eine erwachsene Leserschaft richtet und zu dieser Zeit eine Auflage von über einer Million hatte.
Dieses Werk war die erste Episode seiner Manga-Serie Naniwa Kin’yūdō, an der er bis 1997 weiter wöchentlich für Morning arbeitete. Die aus über 4200 Seiten bestehende Serie stellt den jungen Tatsuyuki Haibara in den Vordergrund, der, nachdem sein bisheriger Arbeitgeber pleitegegangen ist, bei einem privaten Kreditunternehmen anfängt. Die verschiedenen Dramen der extrem armen Kreditnehmer werden ebenso geschildert. Naniwa Kin’yūdō entwickelte sich zu einem großen Überraschungserfolg in Japan. Der im Kansai-Dialekt geschriebene Seinen-Manga erschien in neunzehn Büchern, wurde als Fernsehserie umgesetzt und mehrmals neu aufgelegt. Naniwa Kin’yūdō verkaufte sich in Japan über dreizehn Millionen Mal. 1992 erhielt Aoki für den Manga den Kōdansha-Manga-Preis, 1998 den Osamu-Tezuka-Kulturpreis.
Nach der Beendigung von Naniwa Kin’yūdō zog der Autor sich zurück und zeichnete keine weitere Comicserie. Stattdessen schrieb er die Geschichte für die Comicserie Kabachitare! (カバチタレ！), die einer seiner Assistenten dann zeichnerisch umsetzte, und veröffentlichte Essays. 1997 kam bei Kōdansha das Buch Sasurai heraus, in dem einige seiner früheren Kurzgeschichten abgedruckt waren.
Yūji Aoki starb 2003 im Alter von 58 Jahren an Lungenkrebs.

## Stil
Aokis Figurendesign ist einfach und karikaturistisch gehalten. Sein skurriler, blockartiger Zeichenstil stellt Hintergründe und Gegenstände detailliert und realistisch dar. Die Panelaufteilung ist konventionell.
Der Manga-Zeichner war Anhänger des Marxismus und ließ diese Weltanschauung in seine Comics einfließen. Eine seiner großen Inspirationen für Naniwa Kin'yūdō war Fjodor Dostojewskis Schuld und Sühne. Er sagte, er habe den Roman vor Beginn der Serie mindestens fünf Mal gelesen. „Wie ein Dostojewski lenkt der Autor den Blick auf Existenzen am Rande unserer Gesellschaft und zeigt, dass auch diese Menschen eine komplexe Geschichte haben.“

## Werke
- Naniwa Kin’yūdō (ナニワ金融道), 1990–1997
- Sasurai (さすらい), 1997